# Орден Великого объединения нации
Орден Великого объединения нации (вьет. Huân chương Đại đoàn kết dân tộc) — восьмой по значимости орден Социалистической Республики Вьетнам.

## Описание
Орденом Великого объединения нации награждаются лица, в течение долгого времени преданные государству, оказавшие большие достойные услуги и исключительно выдающиеся достижения в осуществлении великого объединения нации.
Орден был учреждён 26 ноября 2003 года.